# Wilmington, Ohio
Wilmington är administrativ huvudort i Clinton County i delstaten Ohio. Orten har fått sitt namn efter Wilmington, North Carolina. Wilmington hade 12 520 invånare enligt 2010 års folkräkning.
I orten ligger det privata universitetet Wilmington College som grundades år 1870 av en samling kväkare. Flertalet svenskar har läst på universitetet.
Desserten banana split sägs ha sitt ursprung i Wilmington.